# دربی (برند)
دربی (انگلیسی: Derby) شرکت خودروسازی فرانسوی بود، که در سال ۱۹۲۱ تأسیس شد و در سال ۱۹۳۶ منحل گردید.